# جمهورية خوارزم الشعبية السوفيتية
جمهورية خوارزم الشعبية السوفيتية (بالأوزبكية: خارزم شورا سوسیالیست جمهوریاتی)‏‎ (بالروسية: Хорезмская Народная Советская Республика)، هي دولة التي انشئت خلفاً لخانية خوارزم في فبراير 1920، عندما تنازل الخان عن العرش استجابة للضغوط. تم إعلان الجمهورية رسمياً من قبل مجلس كورولتاي الأول (الجمعية) في 26 أبريل 1920. وفي 20 أكتوبر 1923، تحولت إلى جمهورية خورازم الاشتراكية السوفيتية (بالروسية: Хорезмская ССР)‏.

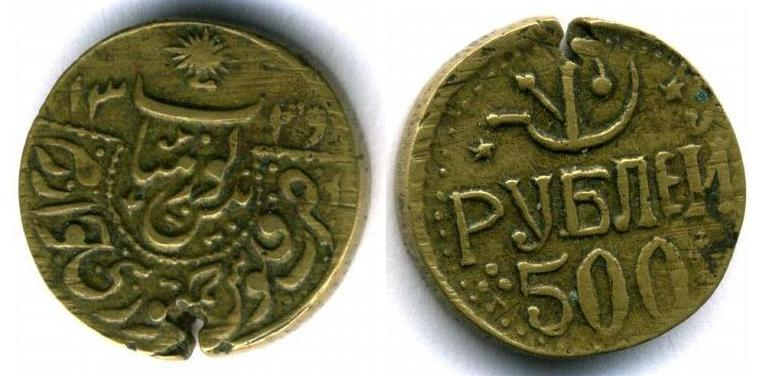
عملة معدنية بقيمة 500 روبل في 1920-1921

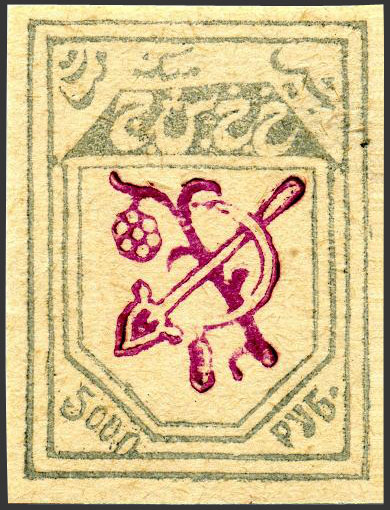
طابع بريدي سنة 1922

في 27 أكتوبر 1924، تم تقسيم جمهورية خورازم بين الجمهوريات الاشتراكية السوفيتية الأوزبكية والتركمانية ومقاطعة قرقل باغستان ذاتية الحكم [الإنجليزية] كجزء من ترسيم حدود آسيا الوسطى وفقاً للجنسيات. لا يزال تاريخ هذه الجمهورية قصيرة العمر غامضاً، والطريقة التي عملت بها حكومتها غير واضحة إلى حد كبير. عارض المسئولون الحكوميون بشدة خطط ترسيم الحدود للجمهورية الخوارزمية (التي كان يجب تنفيذها بموجب أوامر ستالين)، لكنهم اضطروا في النهاية إلى التنازل.

## جغرافيا
تحد جمهورية خوارزم جمهورية تركستان الاشتراكية السوفيتية ذاتية الحكم من الشمال والجنوب، وجمهورية بخارى الشعبية السوفيتية من الشرق. كانت حدودها الغربية على الساحل الغربي لبحر آرال، على حدود ما كان يُعرف آنذاك بجمهورية كازاخستان الاشتراكية السوفيتية ذاتية الحكم (غرب كازاخستان اليوم). وكانت مساحتها 62,200 كـم2 (24,000 ميل2)، وبلغ عدد سكانها أكثر من 600000 نسمة، معظمهم من الأوزبك (62.5٪)، التركمان (28.6٪)، الكازاخ (3.5٪)، والقراقلبقيون (3.0٪). وكانت عاصمتها مدينة خيوة.

## السياسة

### القادة السياسيين
| الاسم                                            | تولى المنصب         | ترك المنصب          | الحزب               | الحزب                   | ملاحظات                           |
| رئيس اللجنة الثورية                              | رئيس اللجنة الثورية | رئيس اللجنة الثورية | رئيس اللجنة الثورية | رئيس اللجنة الثورية     | رئيس اللجنة الثورية               |
| ------------------------------------------------ | ------------------- | ------------------- | ------------------- | ----------------------- | --------------------------------- |
| ملا جومانياز سلطان مرادوف                        | 2 فبراير 1920       | 26 أبريل 1920       |                     | الحزب الشيوعي في خوارزم |                                   |
| رؤساء هيئة رئاسة الجمعية (كورولتوي) لممثلي الشعب |                     |                     |                     |                         |                                   |
| بالفانياز خوجا يوسوبوف [الإنجليزية]              | 26 أبريل 1920       | 6 مارس 1921         |                     | الحزب الشيوعي في خوارزم |                                   |
| دزاباربيرجين كوتشكاروف                           | 6 مارس 1921         | 15 مايو 1921        |                     | الحزب الشيوعي في خوارزم | استمر كسلطة عليا حتى 23 مايو 1921 |
| خودايبيرجين ديفانوف                              | 15 مايو 1921        | 23 مايو 1921        |                     | الحزب الشيوعي في خوارزم |                                   |
| رؤساء هيئة رئاسة اللجنة التنفيذية المركزية       |                     |                     |                     |                         |                                   |
| مادراخيم ألابيرجينوف                             | 23 مايو 1921        | 5 سبتمبر 1921       |                     | الحزب الشيوعي في خوارزم |                                   |
| ملا آتا ماكسوم مادراخيموف                        | 5 سبتمبر 1921       | 27 نوفمبر 1921      |                     | الحزب الشيوعي في خوارزم |                                   |
| يانجيباي مرادوف                                  | 27 نوفمبر 1921      | 23 يوليو 1922       |                     | الحزب الشيوعي في خوارزم |                                   |
| عبد الله خودزاييف "خدجي بابا"                    | 23 يوليو 1922       | 20 أكتوبر 1922      |                     | الحزب الشيوعي في خوارزم | فترة أولى                         |
| أتادجان صفاييف                                   | 20 أكتوبر 1922      | 26 مارس 1923        |                     | الحزب الشيوعي في خوارزم |                                   |
| عبد الله خودزاييف "خدجي بابا"                    | 26 مارس 1923        | 20 أكتوبر 1923      |                     | الحزب الشيوعي في خوارزم | فترة ثانية                        |
| كريم صفاييف                                      | 20 أكتوبر 1923      | 26 مارس 1924        |                     | الحزب الشيوعي في خوارزم |                                   |
| محمد عبد السلاموف                                | 17 يناير 1924       | 19 فبراير 1924      |                     | الحزب الشيوعي في خوارزم |                                   |
| سلطان كاري جومانيازوف                            | 26 مارس 1924        | 17 سبتمبر 1924      |                     | الحزب الشيوعي في خوارزم | فترة أولى                         |
| نديرباي أيتاكوف                                  | 17 سبتمبر 1924      | 27 أكتوبر 1924      |                     | الحزب الشيوعي في خوارزم |                                   |
| سلطان كاري جومانيازوف                            | 27 أكتوبر 1924      | 23 نوفمبر 1924      |                     | الحزب الشيوعي في خوارزم | فترة ثانية                        |

## وصلات خارجية
- History of the Khorezm People's Soviet Republic: The first Khorezm Kurultay
- History of the Khorezm People's Soviet Republic: Djunaid Khan's revolt